# RS-25
RS-25，也称为航天飞机主引擎（Space Shuttle Main Engine，SSME，以下简称“主发动机”）是普惠公司的洛克达因分部为航天飞机设计的主发动机，目前用于太空发射系统中。RS-25是第一种实用化的階段燃烧火箭发动机。

## 简介

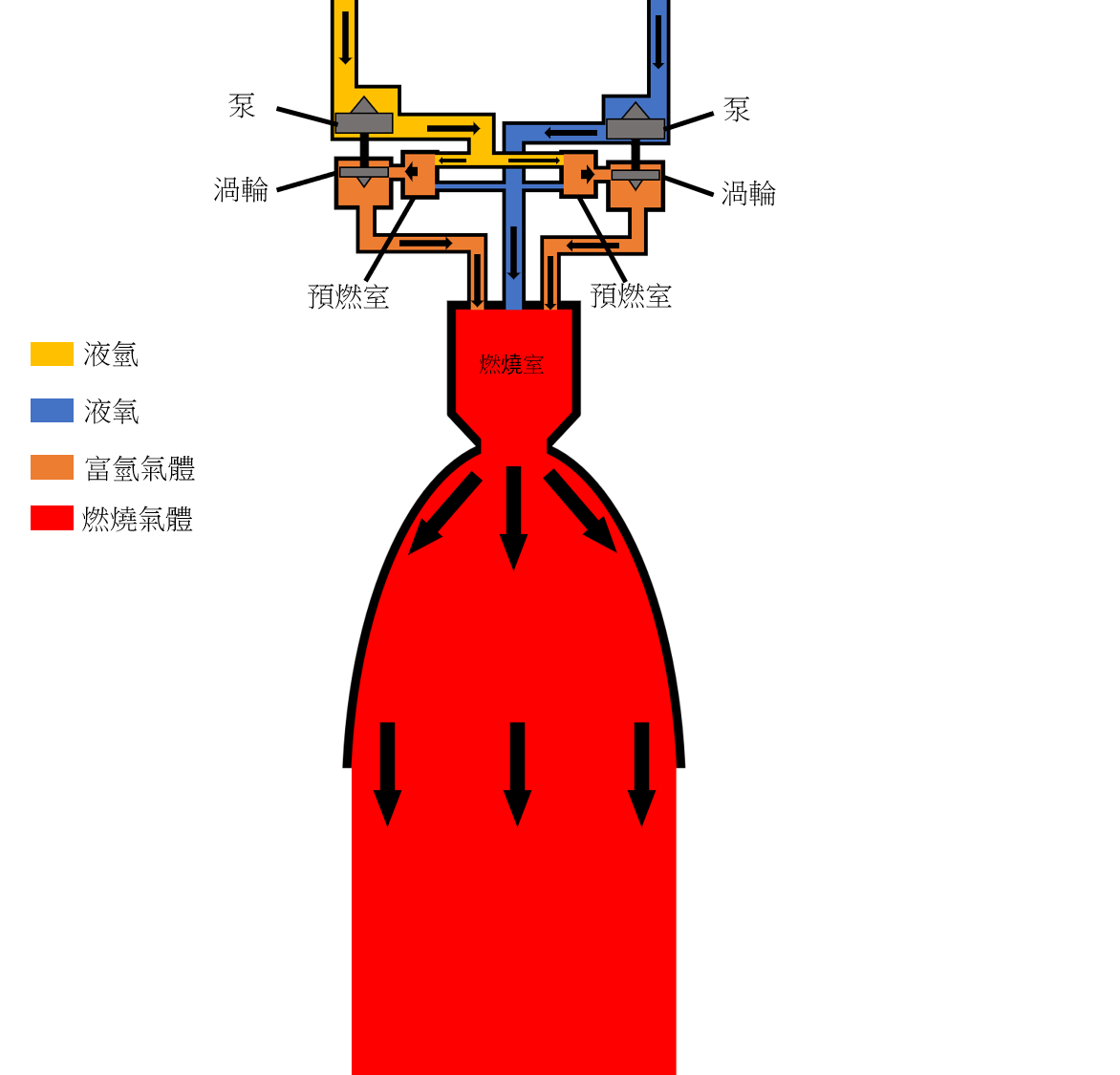
主發動機的簡化圖

主发动机是一种非常复杂的动力装置，以外储箱中的液氢/液氧为推进剂。每台发动机在起飞时能提供大约1.8 MN（400,000 磅力）的推力。航天飞机每次飞行归来后，发动机都将被卸下交给航天飞机主发动机加工厂（SSMEPF）进行维护检测，替换一些部件。
主发动机能够在极端温度工作，氢燃料的储藏温度為-253 °C （-423 °F），而燃烧室的温度可达3,300 °C（6,000 °F），高于铁的沸点。若将主发动机的燃料泵用于排水，一个家用游泳池的水可在25秒内排尽，并且送到6000米的高空。
主发动机的动作流程是：附加燃料箱中的推进剂通过脐带管进入航天飞机，然后进入三条并行管道，通过工作泵供给燃烧室。
SSME采用了成本比较高的双预燃室设计，工作原理如下：液氢首先由预压泵进行预压，然后进入主泵二次加压，接下来对喷管进行冷却并气化。气化后的氢分成两路，比较大的一路要再次分成两路分别注入两个预燃室，比较小的一路则要用来冷却燃烧室，变成温度更高的气体用于推动氢预压泵，然后也分为两路分别注入两个预燃室，这一部分实际上为部分膨胀循环。液氧也首先通过预压泵预压，然后通过主氧泵再次加压，加压后则分为三路：流量最大的一路直接进入燃烧室；流量稍小的一路则用于驱动连接着液氧预压泵的涡轮，然后合并到氧预压泵预压过的低压液氧流中，再次进入主氧泵；最小的一路经过一个与主氧泵同轴的高压氧泵再次加压后分成两路，分别注入两个预燃室。最后，全部的氢和少量的液氧在两个预燃室中燃烧为富燃燃气，分别推动连接着氧泵和氢泵的涡轮，最后注入到燃烧室。SSME的结构非常复杂，但也因此获得了很高的性能和操縱餘量。每台发动机的真空推力为213t，可在65%～109%范围内调节。安全性也保持得不錯，发动机使用次数为55次。 1981年4月参加航天飞机首飞，至今，SSME已完成近百次飞行任务。

## 氧化剂系统

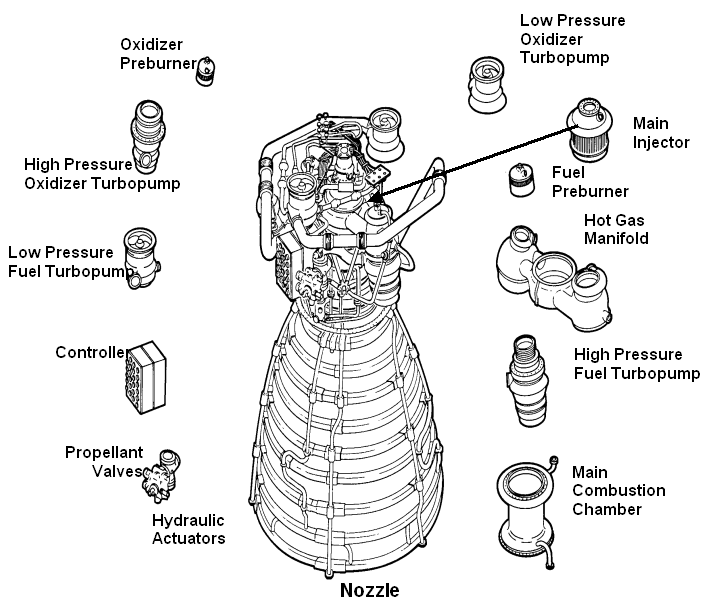
SSME的主要部件

低压氧化剂涡轮泵（LPOTP）是一个靠液氧带动的六级涡轮驱动的轴流泵，尺寸为450mm×450mm。转速约5,150 rpm，它将液氧的压力从0.7MPa增加到2.9 MPa，加压后的液氧供给到高压氧化剂涡轮泵（HPOTP），从而保证在高压状态下工作的HPOTP不会产生空穴。
HPOTP由两个连接在同一主轴的单级离心泵（一个主泵，一个预燃泵）组成，由一台两级高温涡轮驱动，尺寸为600mm×900mm，由法兰片连接在高温歧管上，转速约28,120 rpm，主泵将液氧压力从2.9MPa增加到30 MPa。加压液氧被分成几路，一路用来驱动LPOTP，其余大部分液氧流向燃烧室。剩余一小部分送往液氧热交换机，控制这部分液氧的是一种“防溢阀”，当热量将液氧转化为气体时，阀门才打开。一部分氧气通过专用管道进入附加燃料箱，挤压液氧；另一部分氧气进入预燃泵，驱动预燃泵将液氧压力从30MPa增加到51 MPa。
HPOTP的涡轮和泵装在同一转轴上。涡轮中的高温燃料气与主泵里的液氧混合可能导致事故，为了防止事故发生，涡轮与泵由充满氦气的空穴隔开，氦气气压降低将触发发动机自动停機。

## 氢燃料系统
低压燃料涡轮泵（LPFTP）是一个靠氢气带动的二级涡轮驱动的轴流泵，尺寸450mm×600mm，转速约16,185 rpm，它将液氢的压力从0.2MPa增加到1.9 MPa，并将之供给高压燃料涡轮泵（HPFTP）。涡轮泵安装在与LPOTP相对的位置上。
HPFTP是一台三级离心泵，由一台两级高温涡轮驱动，尺寸为550mm×1100mm，由法兰片连接在高温歧管上，转速约35,360 rpm，它将液氢的压力从1.9MPa增加到45 MPa。高压液氢流过主阀门后分为三路：一路流经燃烧室外壳用以冷却，一部分氢气流回LPFTP，驱动LPFTP的涡轮，一小部分氢气被送回附加燃料箱中给液氢箱增压，其余氢气注入燃烧室；第二路通过喷嘴后气化加入第三路，随后送入预燃室。
为避免LPFTP到HPFTP的管道周围生成液态空气，设计师采取了必要的隔热措施。

## 预燃室和推力控制系统

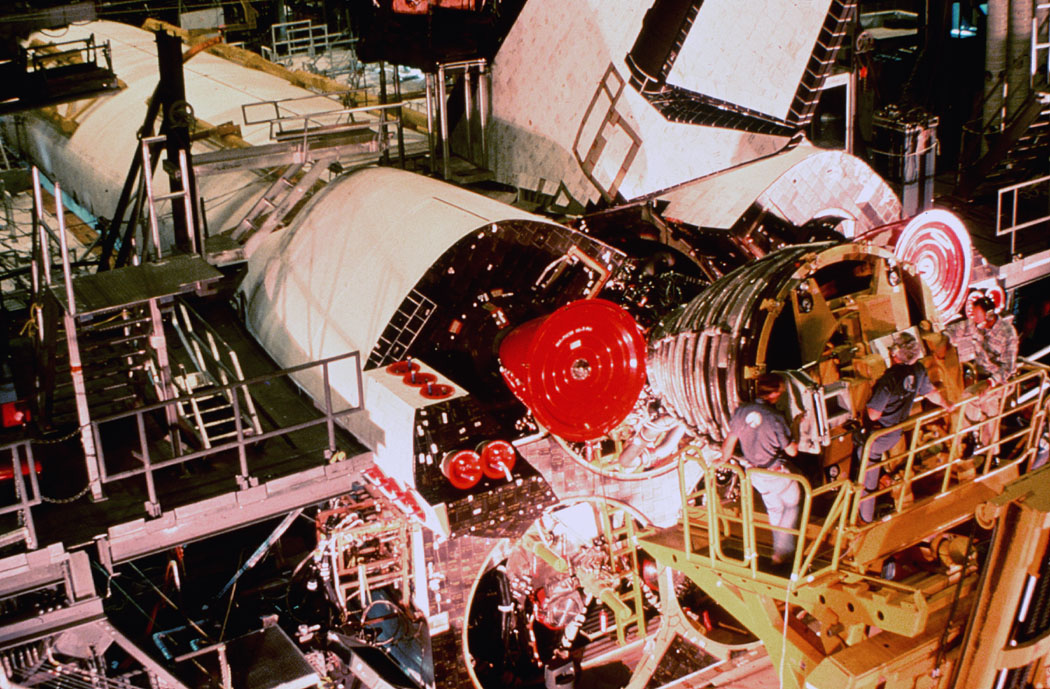
轨道器加工厂（OPF）中正在安装太空梭三具之中的一号主发动机

氧化剂和燃料的预燃室焊接在高温歧管上。电弧点火器位于喷射器的中央，这个双备份点火器由发动机控制器控制，在发动机启动后依次工作来点燃每个预燃室，大约三秒后，燃烧能自我维持，点火器关闭。预燃室产生的高温富燃料气体用以驱动高压涡轮泵。氧化剂的预燃轮和预燃泵；燃料的预燃室的高温气驱动HPFTP的涡轮。
HPOTP和HPFTP涡轮的转速依赖于预燃室中控制氧化剂流量的阀门的开启程度，发动机控制器控制通过控制阀门开闭来达到控制推力的目的。氧化剂和燃料预燃室阀门共同作用，产生6:1的推进剂混合比。

## 冷却控制系统
冷却剂控制阀安装在燃烧室的冷却旁路管上，发动机启动前，阀门都是完全开启的。在发动机运转过程中，阀门可呈100%开启以实现100%至109%的冷却效果；或呈66.4%至100%开启，以实现65%至100%的冷却效果。

## 燃烧室和喷嘴
主发动机燃烧室的推进剂是富燃料型的，氢气和液氧通过高温气体歧管冷却回路注入燃烧室。燃烧室和喷嘴的内壁靠外壁的管壁式冷却管道中的液氢来冷却。
钟罩形喷嘴依靠拧接螺栓连接在主燃烧室下。喷嘴长2.9 m （113英尺），出口直径2.4 m （94英尺）。喷嘴前端的支撑环就是发动机挡热板的连接点。由于航天飞机在发射，在轨和返回时发动机都暴露在外界，因此有必要对之进行隔热处理，隔热层由四层金属棉和包在外层的金属箔和金属网组成。
SSME的膨胀比达到了罕见的77:1，足够大的喷嘴可以承受能引起控制失衡和造成航天器机械损伤的流动分离问题。洛克达因的工程师降低了喷嘴出口处的外壁倾角，这将出口边缘的压力增加到4.6psi至5.7 psi，而中间部分压力只有2psi，由此解决了流动分离问题。 

## 主阀门

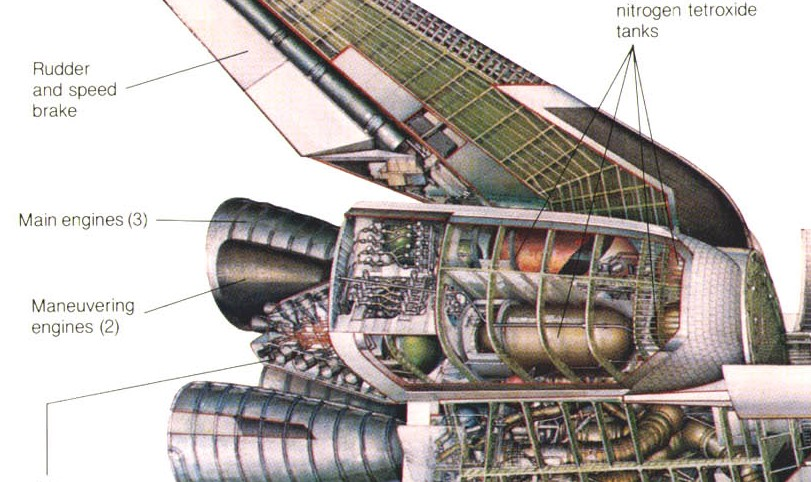
五个主阀门

主发动机上共五个主阀门，分别位于氧化剂预燃室，燃料预燃室，氧化剂管，燃料管和燃烧室冷却剂管。阀门都是压力开启，并通过控制器控制的。在氦气保护系统出现压力异常时，阀门会完全关闭。
氧化剂和燃料的放泄阀是在发动机停车后开启的，剩余的液氢液氧由此被排泄到航天器外。排尽后阀门重新关闭。

## 万向架
万向轴承尺寸为290mm×360mm，是连接发动机和航天器的组件。
低压液氧的燃料涡轮泵相对安装在机尾的受力结构上。从低压泵到高压泵的管道采用柔性波纹管，能让低压泵在发动机万向转动调整推力矢量时保持固定。

## SSME推力数据
SSME的推力可以在67%到109%范围内调节，目前的发射都采用104.5%推力，而106%至109%推力用于“航天飞机异常中止模式” 。以下是具体推力值，前者是海平面值，后者是真空值：
- 100%推力：1670 kN / 2090 kN （375,000 磅力/470,000 磅力）
- 104.5%推力：1750 kN / 2170 kN （393,800 磅力 /488,800 磅力）
- 109%推力：1860 kN / 2280 kN （417,300磅力 /513,250 磅力）

其中，100%推力并不代表最大推力值，而是额定值，是在SSME研发期间计算得出的。之后的研究表明主发动机在超过预设推力下也能安全工作。为了维持原来的预设标准不变，也便于以后推力比较，特意将原预设值规定为100%推力，此后如果推力增大，就不需要修改原值。
SSME的推力会影响其可靠性，有研究表明当发动机推力超过104.5%时，对可靠性有明显影响。因此超过100%的推力模式较少使用。 （页面存档备份，存于）

## 后航天飞机时代的应用

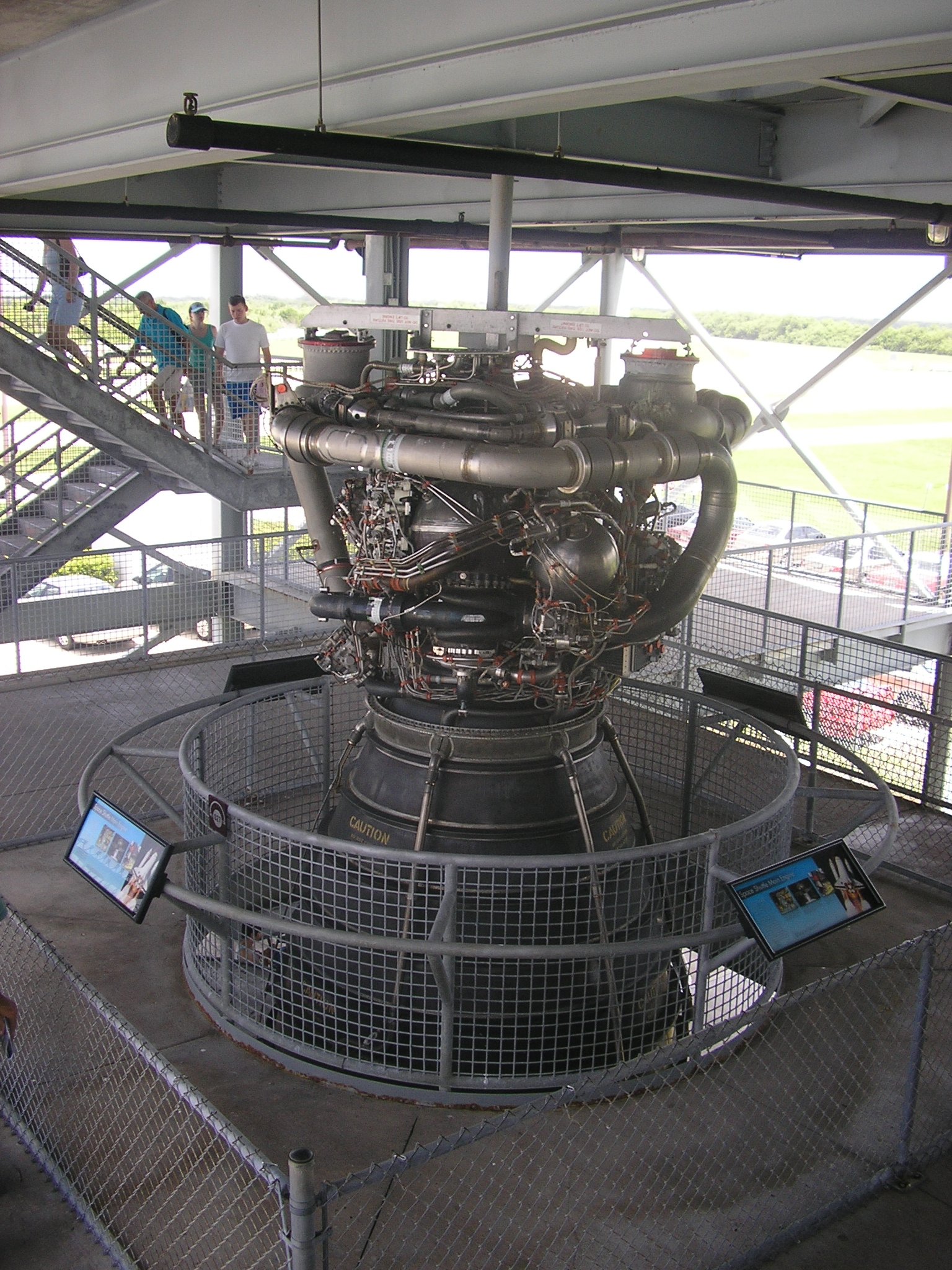
一台主发动机

原先的设想是在航天飞机退役后，把SSME用在无人的战神五号第一级和载人的战神一号第二级上。虽然看起来可行，然而实际操作有一些缺点：
- 发动机将被永久固定在火箭体上，因而发动机不可重用。
- 发动机无法做试飞前试车。
- 将目前的地面启动型主发动机改造成适用于战神一号的高空启动型需要大笔资金且很费时。

综合考虑，战神一号第二级将使用一台J-2X发动机，战神五号将使用六台改进后的RS-68发动机，因此SSME也将随航天飞机一起完全退役。 

## 技术参数
- 推力：1670 kN / 2090 kN （375,000 磅力/470,000 磅力）
- 真空比冲：452.5s
- 推重比：73.3:1
- 喷口面积：93平方英寸
- 喷嘴面积：50.265平方英尺
- 室压：2747 psi（100%推力）
- 出口压力：1.049 psi（额定值）
- 燃烧时间：520s

## 外部連結
- Spherical panoramas of RS-25D in SSME Processing Facility prior to shipping to Stennis Space Center Archive.today的存檔，存档日期2015-11-09